# Cuq-Toulza
Cuq-Toulza är en kommun i departementet Tarn i regionen Occitanien i södra Frankrike. Kommunen ligger i kantonen Cuq-Toulza som tillhör arrondissementet Castres. År 2022 hade Cuq-Toulza 709 invånare.

## Befolkningsutveckling
Antalet invånare i kommunen Cuq-Toulza
| Referens: INSEE |